# Sandrine Gruda
Sandrine Gruda, född den 25 juni 1987 i Cannes, Frankrike, är en fransk basketspelare.
Gruda tog OS-silver i dambasket vid olympiska sommarspelen 2012 i London.